# Eleanor Smeal
Eleanor Smeal, nacida Eleanor Marie Cutri (Ashtabula, Ohio, 30 de julio de 1939) es una de las dirigentes más importantes del movimiento feminista estadounidense actual. Smeal es la presidenta y cofundadora en 1987 de la Feminists Majority Foundation. Previamente fue presidenta de la National Organization for Women en tres ocasiones entre 1977 y 1987. Es además de su trabajo como un activista, organizadora de movimientos de base, lobbista y analista política.
En 1980 utilizó por primera vez el término "brecha de género" en referencia a una diferencia en cómo los hombres y las mujeres votan por partido político; el término ahora se usa habitualmente para escribir con ese significado. 
Smeal ha participado frecuentemente en televisión, en programas como Crossfire, Good Morning America, Larry King  Live, Nightline, y Today. También ha intervenido con frecuencia en programas radiofónicos y ha realizado intervenciones en el Congreso. Smeal ha organizado numerosos acontecimientos en torno a feminismo, igualdad y derechos humanos en lo que respecta a personas dentro y fuera de los Estados Unidos.

## Biografía
De ascendencia italiana, nacida el 30 de julio de 1939 hija de Peter Anthony Cutri y Josephine E. (Agresti), en Ashtabula, Ohio.  Su padre emigró a Estados Unidos desde Calabria, Italia y trabajó como vendedor de seguros.  Después de graduarse en Strong Vincent High School en 1957 asistió a la Universidad de Duque. En aquel tiempo las mujeres eran sólo el 25% del alumnado matriculado.
Smeal participó en la lucha por la integración de las mujeres en Duke y se graduó Phi Beta Kappa en 1961. También tiene una maestría en ciencias políticas y administración pública de la Universidad de Florida. Desde 2001, Smeal es editora de la revista Ms., propiedad y publicada por la Feminist Majority Foundation.
El interés de Smeal por el feminismo y su conciencia de los problemas feministas se hicieron cada vez más fuertes a finales de la década de 1960. Se enfrentaba a la falta de guarderías para su hijo pequeño, mientras  también se enfrenta a una discapacidad en la espalda, Smeal se dio cuenta de que no había un seguro de discapacidad para las esposas y las madres. Fue este problema lo que la empujó a investigar más sobre el feminismo. Más tarde, en 1968, Smeal comenzó un período de cuatro años en la junta de la League of Women Voters, y luego, dos años más tarde, se unió (junto con su marido) a la Organización Nacional de Mujeres (NOW).

## Activismo político
Smeal se unió a la Organización Nacional para Mujeres (NOW) en 1970 y asumió la presidencia en tres ocasiones de 1977 a 1979, de 1982 a 1985 y de 1985 a 1987. Durante este tiempo, en 1986, encabezó la primera marcha nacional pro derecho al aborto legal, que atrajo a más de 100,000 activistas a Washington D. C. 
Después de dejar NOW en 1987, Smeal vio la necesidad de una nueva organización feminista que combinara investigación, extensión educativa y acción política. Una encuesta de Newsweek / Gallup de 1986 informó que el 56% de las mujeres en EE. UU. se identifican a sí mismas como feministas. Smeal reconcilió su visión de una nueva organización feminista y la tarea de empoderar a las mujeres y hombres que apoyan la equidad al cofundar la Feminists Majority Foundation en 1987.
Varias medidas legislativas llevan la impronta de Smeal incluyendo la legislación de acceso libre a entradas clínicas (influenciado por Madsen v. Women's Health Center) que Bill Clinton firmó en 1994, el intento fallido de derrotar la Proposición 209 en California, la Ley de Discriminación por Embarazo, la Equal Credit Act, Civil Rights Restoration Act, Violence Against Women Act, Freedom Access to Clinic Entrances Act, Civil Rights Act de 1991 y la fallida lucha de los años setenta y ochenta por ratificar la Enmienda de Igualdad de Derechos.

## Presidencia en NOW

### Primer periodo de Presidencia (1977-1979)
Fue elegida por primera vez como presidenta de NOW en 1977, precedida por la presidenta Karen DeCrow. En total, Smeal fue elegido presidente de NOW tres veces.
Smeal fue elegido en un momento en que los delegados de la conferencia habían autorizado una Fuerza de Ataque NOW ERA (Enmienda a los Derechos Iguales) para hacer campaña por la ratificación. Al enterarse de la fecha límite para la ratificación de ERA, Smeal convenció a Elizabeth Holztman, miembro de la Cámara de Representantes de los Estados Unidos, para que presente la propuesta al Congreso. En este momento de gran deseo de igualdad de derechos, Smeal jugó un papel clave y fue una de los principales organizadores de la Marcha de 1978 por la ERA. Esta marcha atrajo a más de 100,000 manifestantes y, como resultado, el Congreso votó por extender el plazo de ERA hasta el 30 de junio de 1982.

### Segundo periodo de Presidencia (1979-1982)
En 1979, Smeal fue reelegida como Presidenta de NOW, postulándose para su segundo mandato como jefa de la organización. En su segundo intento como Presidenta, Smeal centró sus esfuerzos en hacer que la Seguridad Social fuera más justa para las mujeres, testificando contra las restricciones al financiamiento del aborto para el personal militar y sus dependientes, y los derechos de lesbianas y homosexuales. Smeal lideró a las organizadoras de NOW para ayudar a organizar la Marcha Nacional de 1979 por los derechos de Lesbianas y Gays.
En el momento del segundo mandato de Smeal de Presidencia en NOW, Ronald Reagan también fue elegido como el presidente de los Estados Unidos. En el momento de su inauguración en enero, Smeal y la organización NOW lanzaron y encabezaron una campaña nacional para detener la "Enmienda de vida humana" antiaborto de Reagan. Smeal también fue la primera persona en acuñar el término "brecha de género" cuando analizó en el  National NOW Times cuan diferentes eran realmente los votos de los hombres frente a los votos de las mujeres. A pesar de los grandes esfuerzos que hicieron en NOW durante la presidencia de Smeal para conseguir la ratificación de ERA, hacia el final del segundo periodo de Smeal al frente de la organización en 1982, la Enmienda tenía dificultades en tres estados y por tanto no consiguió que pasara.
Al final de su segundo mandato, que duró más que un período tradicional de dos años debido a la decisión de permitirle a Smeal continuar sus esfuerzos, ininterrumpidos, al ratificar la ERA, Smeal había aumentado AHORA a la friolera de 220,000 miembros y un presupuesto de $ 13 millones anuales. Si bien Smeal trabajó extensamente en la ERA, algunos miembros sintieron que carecía de enfoque en áreas como las minorías y el derecho al aborto, que se convirtieron en parte del enfoque de la sucesora de Smeal, Judy Goldsmith.

### Tercer periodo de Presidencia (1985-1987)
La tercera vez que Smeal se postuló para la presidencia fue duramente rebatida contra la anterior presidenta, Judy Goldsmith. Inicialmente, Smeal apoyó a Goldsmith cuando se postuló para la presidencia después del segundo mandato de Smeal, pero ahora desafió a Goldsmith la segunda vez. Smeal, durante una entrevista telefónica, afirmó que aunque ella y Goldsmith no diferían en los conceptos filosóficos de la igualdad de derechos, diferían en las realidades políticas de cómo obtener esos derechos al máximo. Gran parte de la campaña no se centró en los problemas que los propios candidatos respaldaban, sino más bien en sus enfoques tácticos hacia los problemas.
Una de las principales razones por las que Smeal decidió postularse para otro mandato como presidente no solo se debió al apoyo de muchos otros miembros de NOW, sino por su deseo de que NOW pudiera ser más franca, asertiva y públicamente activa en muchos temas diferentes. Estos temas incluyen el derecho al aborto, sobre el papel de las mujeres en la iglesia y la política de reproducción del Vaticano. Smeal también notó que mientras Goldsmith estaba en el poder, la organización perdió su enfoque y la membresía disminuyó y ella quería hacer algo al respecto. 
En julio de 1985, Smeal ganó por un margen de 139 votos sobre Goldsmith. Al ser elegida por tercera y última vez como Presidenta de NOW, Smeal declaró que continuaría los esfuerzos de Goldsmith en materia de derechos reproductivos, así como también presentaría planes para organizar una marcha por los derechos reproductivos para el próximo año. Esta marcha que se celebró en 1986, fue la primera Marcha por las Vidas de Mujeres en la que participaban más de 150.000 personas en Washington y Los Ángeles en apoyo de los derechos reproductivos de las mujeres. En 1987 Smeal fundó la organización Feminist Majority Foundation.

## Vida personal
Mientras asistió a la Universidad de Duque Eleanor conoció a Charles Smeal, un estudiante de ingeniería, con quien se casó el 27 de abril de 1963 y con quien tiene dos hijos.

## Reconocimientos
- En 1979, se produjo y distribuyó el juego de cartas coleccionables Supersisters. Una de las cartas mostraba el nombre y la imagen de Smeal.[6]

- También en 1979, la revista de Time le seleccionó como una de las 50 Caras del Futuro de América (6 de agosto de 1979).

- En 1983, el Almanaque Mundial eligió a Smeal como una de las mujeres más influyentes en Estados Unidos.

- En 2010, Smeal pronunció el discurso de graduación en la graduación de la Universidad de Rutgers y recibió un Doctorado en Letras Humanas honoris causa.[7]

- En 2015 Smeal fue incluido en la sala de las Mujeres Nacionales de Fama.[8]

- U.S. News & World Report la eligió como la cuarta lobbista más influyente de Washington.

## Brecha de género
En 1980 acuñó el término "brecha de género" en referencia a una diferencia en cómo los hombres y las mujeres votan por partido político; el término ahora se usa comúnmente para escribir con ese significado. Su libro de 1984 "Cómo y por qué las mujeres elegirán al próximo presidente" identificó con éxito una brecha de género en la política.
Contribuyó con la pieza "El arte de construir instituciones feministas para durar" a la antología de 2003 Sisterhood Is Forever: The Women's Anthology for a New Millennium,  Sisterhood is Forever: La antología de las mujeres para un nuevo milenio, editado por Robin Morgan.